# Paulus Buys

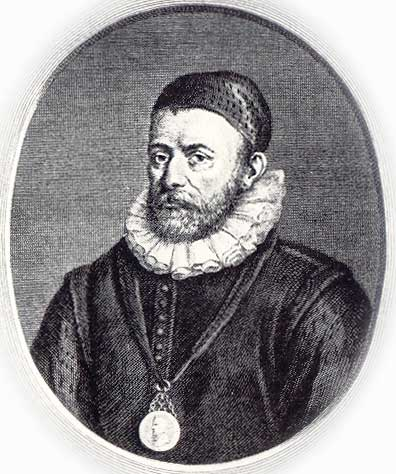
Paulus Buys 1570/1580

Paulus Buys of Pauwels Buys , heer van Zevenhoven en (vanaf 1592) Capelle ter Vliet (Amersfoort, 1531 - IJsselstein, Huis Capelle ter Vliet, 1594) was een Nederlands jurist en politicus. Hij speelde een belangrijke rol in de beginjaren van de Nederlandse Opstand.

## Begin
Paulus Buys werd geboren in Amersfoort in een welgesteld gezin. Hij studeerde rechten aan de Universiteiten van Dôle en van Angers. In Angers promoveerde hij in 1556 tot Doctor in de beide rechten. Daarna werkte hij als advocaat voor het Hof van Holland. In 1561 werd hij benoemd tot pensionaris van Leiden en in 1572 tot landsadvocaat van Holland.
Hij was tegen de Tiende Penning, een nieuwe belastingvorm van de hertog van Alva. Het vuur werd hem na aan de schenen gelegd door de bevolking, omdat die het bewind van Alva meer dan beu was. Hij week uit naar Arnstadt in Duitsland waar de prins van Oranje verbleef na zijn mislukte bevrijdingspoging van Nederland in 1568.

## Rol in het opstandige Holland
Paulus Buys en Willem van Oranje bespraken de toestanden van het Spaanse juk in de Nederlanden en uiteindelijk keerde Buys weer terug naar Holland om in het geheim steun te vinden in de vorm van geld voor Oranje en zijn legers. In 1572 weigerde Leiden, aangevuurd door Buys, een Spaans garnizoen te huisvesten. In 1573 werd Buys gekozen als hoofd van de Raad van State, dit omdat er een risico was dat Oranje kon sneuvelen bij het beleg van Haarlem, waar hij uiteindelijk nooit zelf bij betrokken is geweest. In 1574 tijdens de belegering van Leiden was hij betrokken bij het doorsteken van de dijken rondom Leiden om de Spanjaarden verder uit de buurt te houden. Op 3 oktober werd Leiden ontzet door de Watergeuzen, en in 1577 werd Buys door Willem van Oranje als Heemraad van Rijnland benoemd.
In december 1575 probeerde hij in Engeland een verbond te sluiten met koningin Elizabeth I van Engeland, dat uiteindelijk niet tot stand kwam. In de Unie van Utrecht in 1579 had hij ook zijn aandeel. Na de moord op Willem van Oranje verliet hij de Raad van State. In 1585, toen de Engelse graaf Leicester naar Nederland kwam, trad de pro-Engelse Buys op als zijn adviseur.

## Einde van Buys
Na een ruzie met graaf Leicester werd hij in 1586 een half jaar gevangengezet te Utrecht. Hij is vrijgelaten na betaling van de grote som van 25.000 gulden. Het geld is bijeengebracht met hulp van Nederlandse steden en de Engelse Elizabeth I. De Leidse Universiteit zette Buys in 1591 af als curator uit onvrede. Hij vertrok uit Leiden naar IJsselstein, waar hij overleed in 1594.

## Familie
Buys werd geboren als zoon van Aert Buys, een welgesteld molenaar te Amersfoort en Odilia Pouwels van der Eem. Hij trouwde met Maria van der Mersche, dochter van Jacob van der Mersche, Raad in het Hof van Holland en Maria van Uytwick Philipsdr. 

Zoon Aert werd ritmeester; dochter Odilia trouwde met professor Cornelis van der Nieuwstadt, heer van Zevenhoven en Capelle ter Vliet en zoon Cornelis Buys werd baljuw van Purmerend en de Beemster, hij trouwde met Geertruij van der Goes, dochter van Pieter en Maria van der Dussen.

### Wapen
In zilver drie rode leliën met als helmteken een rode achtpuntige ster.